# Democida
Democida je termín vytvořený politologem R. J. Rummelem pro „vraždu osoby nebo lidí provedený vládou, zahrnující genocidu, likvidaci politických odpůrců a masovou vraždu“. Rummel vytvořil tento termín, aby zahrnoval i formy vládní vraždy, které nepokrývá definice genocidy.